# リリアン・ホドソン
リリアン・ホドソン（Lillian Hoddeson、1940年12月20日 - ）はアメリカ合衆国の科学史家、物理学者、イリノイ大学教授。夫とアーバーナに在住。趣味はテコンドー。来日経験もある。
トランジスタの発明と超伝導のBCS理論で2つのノーベル物理学賞を受賞したジョン・バーディーンの伝記や固体物理学の歴史について、著書を発表している。
バーディーンの伝記については、その前書きで Lillian was encouraged to conduct oral history interviews and write a biography of Bardeen. It was an honour that turned into a labour of love. と書いているように、バーディーンにインタビューを行って、伝記を書いた。またこのことは名誉であると同時に、好きでやる仕事でもあると語った。

## 専門
- 20世紀科学技術（IT、核兵器）　物理学(固体物理学、素粒子)、ビッグサイエンス（加速器）
- オーラル・ヒストリー

## 略歴
- 1957年：ブロンクス科学高校, NY
- 1961年：A.B. (Magna Cum Laude), 物理学, Barnard 大学, NY
- 1963年：M.A., 物理学, コロンビア大学, NY
- 1966年：Ph.D., 物理学, コロンビア大学, NY
- 1973年-1975年：歴史・科学哲学科, プリンストン大学, NJ
- 1977年-1979年：イリノイ大学
- 1979年-1980年：科学史, 物理学科,名古屋大学
- 1980年：科学史、カリフォルニア大学, Santa  Barbara
- 1982年以降：イリノイ大学
- 1993年-2000年：助教授, 歴史, イリノイ大学
- 2000年-：教授, 歴史, イリノイ大学

## 主な著書
- ジョン・バーディーン伝記　"True Genius"　共著　2005
- 電子の巨人たち　マイケル・リオーダンと共著（Crystal Fire: The Invention of the Transistor ）1998
- Out of the Crystal Maze: Chapters from the History of Solid State Physics, 1900-1960 , edited by L. Hoddeson,  E. Braun, J. Teichmann and S. Weart (New York: Oxford Univ. Press, 1992)